# Constantino Martinácio
Constantino Martinácio (em grego medieval: Κωνσταντίνος Μαρτινάκιος) foi um nobre bizantino do século IX. Provavelmente nascido em 835/845, talvez era filho de Inger e irmão de Martinho e Eudócia Ingerina. Ele era ilustre e depois foi elevado a patrício. Casou-se em data desconhecida com Ana com quem teve uma filha, a futura imperatriz Teófano (r. 865–866), a primeira esposa de Leão VI, o Sábio (r. 886–912).
Segundo a Vida de Teófano (em latim: Vita Theophanus), de início ele e sua esposa não conseguiam ter filhos e rezaram na Igreja de Teótoco em Basso. Em sonho, receberam a profecia de que Ana seria mãe de uma menina e ela então engravidou. No parto, Ana estava prestes a morrer, e Constantino colocou em seu quadril um cinto retirado das colunas santas em Basso para que desse a luz. Ana, porém, faleceu algum tempo depois e Constantino cuidou de Teófano com a ajuda de uma enfermeira.